# Go-Mizunoo

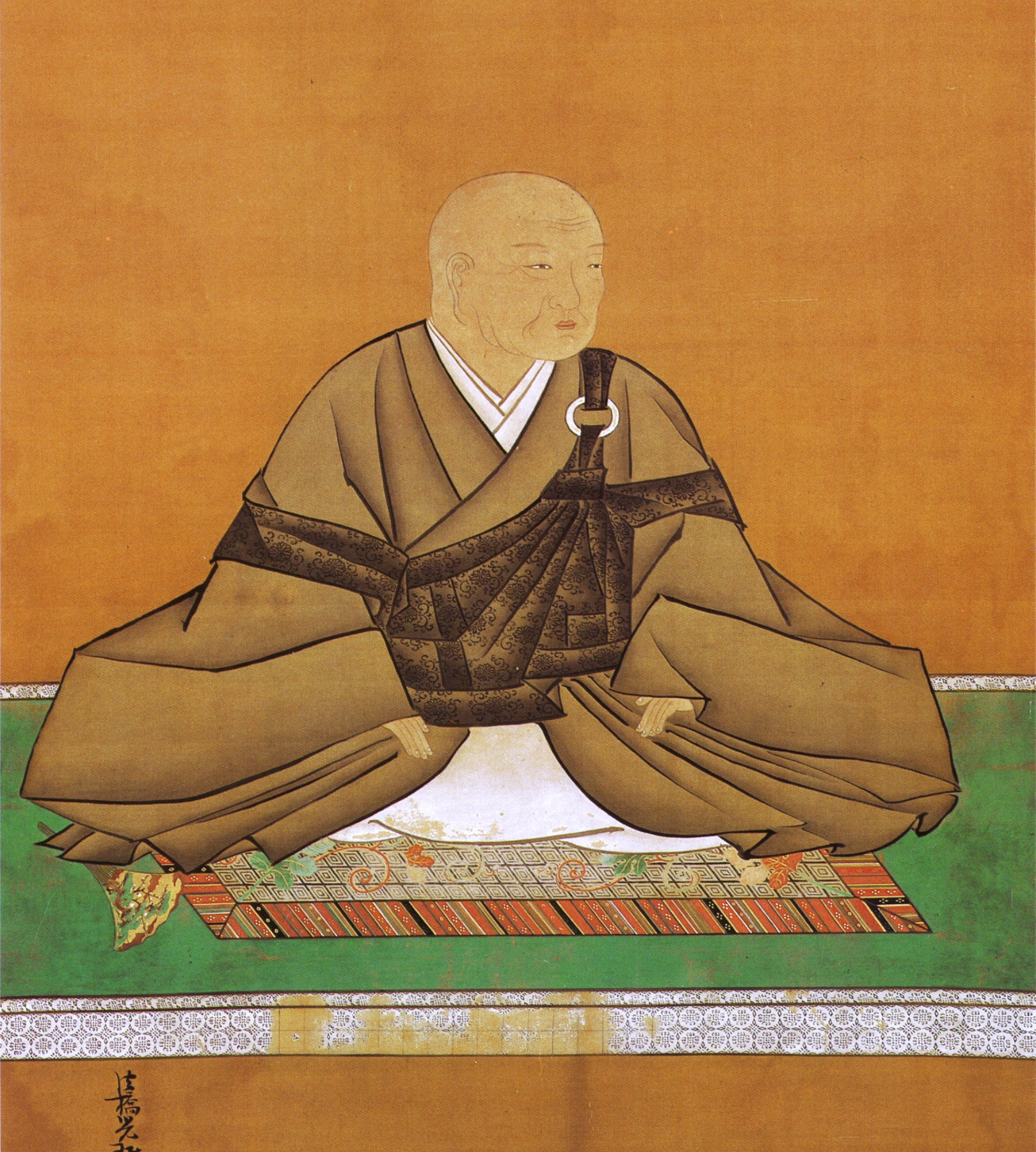
Go-Mizunoo

Go-Mizunoo (jap. 後水尾天皇, Go-Mizunoo-tennō; * 29. Juni 1596; † 11. September 1680) war von 1611 bis 1629 Tennō von Japan. Er war Nachfolger von Go-Yōzei.

## Leben
Seine Gemahlin war Tokugawa Kazuko, eine Tochter des Shōgun Tokugawa Hidetada. Sie war auch die Mutter seiner Tochter und späteren Meishō-tennō. 
Politisch spielte der Tennō keine große Rolle. Dass es 1613 zu einem totalen Verbot der christlichen Mission (Bateren tsuihōrei) kam, dass Missionare und sogar christliche Daimyo ausgewiesen, später auch hingerichtet wurden, war eine Entscheidung des abgedankten ersten Tokugawa-Shoguns Tokugawa Ieyasu, der bis zu seinem Tod 1616 die politische Macht in Händen hielt.
Die Heirat zwischen Go-Mizunoo und Kazuko entstand ebenfalls unter dem Aspekt des Shōgunats. Da kein männlicher Erbe geboren wurde, machte der Shōgun Kazukos Tochter Meishō zu seiner Nachfolgerin. Go-Mizunoo hatte einige Kinder nach seiner Entthronung, unter anderem war er Vater der Tennō Go-Kōmyō, Go-Sai und Reigen. Diese bestiegen den Thron nach der Kaiserin Meishō, das japanische Kaiserhaus stammt von einem der Söhne Meishōs ab.
Kaiserinwitwe Sakiko, die Tochter Konoe Sakihisas, spielte 1629 im Hintergrund bei der abrupten Abdankung ihres Sohnes eine gewisse Rolle, sie dürfte die Einsetzung der minderjährigen Meishō unterstützt haben.
Kazuko war sehr verschieden von Go-Mizunoo und ihre Ehe war problematisch. Nachdem Go-Mizunoo den Thron an Meishō übergeben hatte, zog das Kaiserpaar weg. Go-Mizunoo errichtete die Shugakuin-Villa in einem Vorort von Kyōto, die sich noch heute im Besitz des Kaiserhauses befindet. Er lebte dort mit seinen Hofdamen, mit denen er einige Kinder hatte. Seine 15. Tochter Shinanomiya Tsuneko (常子内親王, Tsuneko-naishinnō) wurde mit dem Regenten Konoe Motohiro verheiratet.